# 西街口镇
西街口镇是中国云南省昆明市石林彝族自治县下辖的一个镇。

## 历史沿革
位于石林县城的东北部，东北与陆良县的召夸镇和大莫古镇接壤，南与圭山镇、长湖镇毗邻，西接北大村乡，面积为193．2平方千米。乡政府所在地西街口村，是全乡政治、经济、文化中心，距县城38千米。
1950年，属圭山区西街口乡，1958年属圭山公社，1963年属石林区，1970年设西街口公社，1984年设区，1988年设乡。

## 行政区划
西街口镇共辖10个行政村，分别是：西街口村、雨布宜村、绿水塘村、紫处村、威黑村、宜奈村、新木凹村、芭茅村、糯衣村、格渣村。

## 产业
全镇地形属于喀斯特地貌，丘陵山路为石灰岩覆盖，有丰富的石材、矿产和生物资源。粮食主要以玉米、水稻、小麦等为主；经济支柱主要是烤烟、石材加工业为主。森林覆盖率达到35.2%，其中生物主要有野兔、蛇、猫头鹰、穿山甲等；矿产资源主要有青石、白海棠、虎纹石、墨石、秋木石、石板、红黏土、铁矿、石英砂等。2010年后，开始种植大量水果作物，包括人参果等。